# Meniko
Meniko (gr. Μένικο) – wieś w Republice Cypryjskiej, w dystrykcie Nikozja. W 2011 roku liczyła 1023 mieszkańców.